# Zygmunt Łabędzki
Zygmunt Łabędzki ps. „Łoś” (ur. 2 maja 1919 w Tesłuhowie, zm. 21 października 2016 w Warszawie) – polski uczestnik II wojny światowej, pułkownik Wojska Polskiego w stanie spoczynku, działacz kombatancki.

## Życiorys
Urodził się w rodzinie Michał i Józefy z d. Szczepańskiej. Po egzaminie maturalnym (1938) wysłany na przeszkolenie do Szkoły Podchorążych Lotnictwa w Dęblinie.   
Uczestnik polskiej wojny obronnej września 1939, potem w strukturach Służby Zwycięstwu Polski, a następnie ZWZ i AK. Ukończył kurs dywersji (Kedyw) i miał brać udział w akcjach dywersyjnych.
W 1942, w stopniu podchorążego członek dowództwa oddziału AK Stanisława Łokuciewskiego ps. „Mały”. 
Od 2 września 1944 był żołnierzem 1 Armii Wojska Polskiego, z którą dotarł do Berlina. Od 30 grudnia 1944 mianowany dowódcą kompanii sztabowej DOW Lublin, następnie oficerem łącznikowym sztabu 1 Armii WP. W 1948, był współzałożycielem Koła Łowieckiego nr 1 Hubertus w Opolu, a w 1954 został pierwszym dowódcą Kompanii Reprezentacyjnej Wojska Polskiego. Absolwent wydziału samochodowo-ciągnikowego i maszyn rolniczych Politechniki Warszawskiej. 
Działacz kombatancki, między innymi członek Rady Kombatantów i Osób Represjonowanych działającej przy Szefie Urzędu ds. Kombatantów i Osób Represjonowanych, prezes Stowarzyszenia Klubu Kawalerów Orderu Wojennego Virtuti Militari.

## Rzekoma akcja przeciwko oddziałom SS
Został odznaczony  srebrnym Krzyżem Virtuti Militari – według własnych słów – za akcję przeprowadzoną w lipcu 1944, podczas której miał dowodzić 70-osobowym oddziałem, który dokonał rozbicia 800-osobowej kolumny SS i żandarmerii niemieckiej pod Urzędowem koło Lublina. Spośród Niemców 200 miało zostać zabitych, 250 rannych, a 350 trafiło do niewoli, poległ zaś 1 partyzant.
W rzeczywistości takie zdarzenie nie miało miejsca. W dniu 24 lipca 1944 do miejscowości wjechał tabor kilkudziesięciu wozów konnych, na których znajdowali się nieumundurowani Ukraińcy, eskortowani przez 20-30 osobowy konny oddział „własowców”. Gdy tabor zaatakowali partyzanci, uzbrojona  eskorta zbiegła z pola walki, reszta w taborach pozostała. Zginęło około 10 Ukraińców, a około 180 wzięto do niewoli. Nie wiadomo, czy Łabędzki brał udział w tej walce.

## Domniemane represje
Według życiorysu opublikowanego w 2008 roku w "Zeszytach Historycznych" Stowarzyszenia Klubu Kawalerów Orderu Wojennego Virtuti Militari (którego Łabędzki był współzałożycielem i wieloletnim wiceprezesem, a od 2011 r. prezesem), po kampanii wrześniowej 1939 dostał się do niewoli sowieckiej, skąd uciekł, w 1942 był aresztowany i więziony przez 3 miesiące przez gestapo w Hrubieszowie, po czym został wykupiony z więzienia. 
Z kolei po wojnie, w listopadzie 1945 miał zostać zwolniony z wojska w wyniku tzw. „czystki” byłych żołnierzy AK, a w latach 1953-54 podobno był aresztowany, więziony i przesłuchiwany przez 9 miesięcy (choć w tym samym 1954 roku Łabędzki został pierwszym dowódcą Kompanii Reprezentacyjnej Wojska Polskiego).

## Odznaczenia
- Krzyż Srebrny Orderu Virtuti Militari[13][9]
- Krzyż Komandorski Orderu Odrodzenia Polski[13][9]
- Krzyż Oficerski Orderu Odrodzenia Polski[13][9]
- Krzyż Walecznych (dwukrotnie)[9] (trzykrotnie)[13]
- Srebrny Krzyż Zasługi z Mieczami[13][9]
- Złoty Krzyż Zasługi[13][9]
- Krzyż Partyzancki[13][9]
- Krzyż Armii Krajowej[13][9]
- Medal za Warszawę 1939–1945[13][9]
- Medal Zwycięstwa i Wolności 1945[13]
- Medal „Za udział w wojnie obronnej 1939”[13][9]
- Medal za Odrę, Nysę, Bałtyk[13][9]
- Medal „Za udział w walkach o Berlin”[13][9]
- Złoty Medal „Za zasługi dla obronności kraju”[13]
- Srebrny Medal „Za zasługi dla obronności kraju”[13][9]
- Brązowy Medal „Za zasługi dla obronności kraju”[13][9]
- Medal „Pro Memoria”[13][9]
- Medal „Pro Patria” (2012)[14]
- Odznaka za Rany i Kontuzje (dwukrotnie)[13]
- Odznaka pamiątkowa Akcji „Burza”[13]
- Odznaka Grunwaldzka[13]
- Złoty Medal Zasługi Łowieckiej (PZŁ)[13]
- Srebrny Medal Zasługi Łowieckiej (PZŁ)[13]
- „Honorowy Żeton Zasługi” – Złom (PZŁ)[6]
- Medal Św. Huberta (PZŁ)[6]